# Pausegymnastik
Pausegymnastik er, som navnet antyder, gymnastik i pauser mellem arbejde. Pausegymnastik er normalt ikke fysisk udmattende, men benyttes oftest[kilde mangler] til at afveksle monotone arbejdsrutiner ved stillesiddende arbejdsarbejdspladser.
| Sport | Spire Denne artikel om sport er en spire som bør udbygges. Du er velkommen til at hjælpe Wikipedia ved at udvide den. |